# Litus usach
Litus usach är en stekelart som beskrevs av Triapitsyn och Vladimir V. Berezovskiy 2004. Litus usach ingår i släktet Litus och familjen dvärgsteklar.
Artens utbredningsområde är Nepal. Inga underarter finns listade i Catalogue of Life.